# Згорня Поханца
Згорня Поханца (словен. Zgornja Pohanca) — поселення в общині Брежиці, Споднєпосавський регіон, Словенія. Висота над рівнем моря: 376,7 м.